# Submarino Poshtovy
El Poshtovy (en ruso : Почтовый) fue un submarino construido para la Armada Imperial Rusa. Fue diseñado por Stefan Drzewiecki financiado por suscripción pública y construido en los Admiralty Shipyards de San Petersburgo en 1906.

## Historia
El ingeniero mecánico Stefan Drzewiecki presentó en 1903 su primera propuesta para construir un submarino con un solo motor, tanto para la navegación en superficie como en inmersión. Al no disponer de motores específicos para la inmersión, se ahorraba espacio y se simplificaba el diseño con la eliminación del sistema de propulsión eléctrica. El proyecto fue sometido a revisión en 1905. Al ser muy detallado, la Comisión no solo autorizó construir un barco, sino que también emitió un decreto para la construcción de dos submarinos. El primer submarino fue construido en San Petersburgo en 1906. El 29 de noviembre de 1906, el submarino comenzó a ser probado en Kronstadt. Las pruebas de mar se completaron en 1909.
La maquinaria de este submarino fue un intento de propulsión independiente del aire (PIA), empleando motores de gasolina con el oxígeno suministrado desde cilindros presurizados. Cuarenta y cinco cilindros que contenían 9,9 m³ de aire a 2.500 psi le ofrecían al submarino una autonomía de 28 millas náuticas (52 km) sumergido. Los gases de escape eran evacuados a través de una tubería perforada debajo de la quilla. 
El sistema demostró ser fiable en los ensayos; sin embargo, los problemas de condensación y la estela delatora producida por los gases de escape, no dio lugar a un ulterior desarrollo. A consecuencia de los resultados obtenidos, no se construyeron más unidades y fue el único de su clase. Entre sus principales inconvenientes figuraban:
- Pobre navegación, debido al pequeño desplazamiento y la falta de flotabilidad
- Excesivo ruido del motor de gasolina
- Ínfima habitabilidad, incluyendo los problemas causados por la falta de coordinación de los controles, que producían frecuentes cambios en la presión del interior del casco
- Complejidad y falta de fiabilidad estructural, difícil mantenimiento
- Bajo rendimiento de las bombas de los tanques de lastre, que consumen las reservas de combustible
- Dificultad para asegurar el suministro de aire comprimido
- Dejar rastro de gases de escape y aceite, que facilita la detección del submarino

El submarino fue dado de baja en 1913 y desmantelado en 1924.